# Tanytarsus sydneyensis
Tanytarsus sydneyensis är en tvåvingeart som först beskrevs av Jean-Jacques Kieffer 1917.  Tanytarsus sydneyensis ingår i släktet Tanytarsus och familjen fjädermyggor. Inga underarter finns listade i Catalogue of Life.